# Shannon (miasto)
Shannon (także Shannon Town, irl. Baile na Sionnainne) – miasto w południowo-zachodniej Irlandii w hrabstwie Clare. Miasto położone jest nad rzeką Shannon, na północny zachód od miasta Limerick. 

## Populacja
Przyrost populacji wyniósł 7% w latach 1996-2002. Shannon jest drugim pod względem liczby ludności miastem w hrabstwie Clare. Według przeprowadzonego w 2011 roku spisu powszechnego miasto liczyło 9673 mieszkańców.

## Gospodarka
W mieście rozwinął się przemysł lotniczy, elektroniczny, elektrotechniczny oraz włókienniczy.

## Historia
Shannon jest jedynym współcześnie wybudowanym miastem w Irlandii (podobnym jest też Craigavon, ale już w Irlandii Północnej). Powstało w roku 1960 jako część regionalnego planu rozwojowego. Prawa miejskie (jako ang. town) uzyskało 1 stycznia 1982 na mocy rozporządzenia ministra środowiska Petera Barry'ego z dnia 19 listopada 1981.

## Nazwa
Nazwa Shannon pochodzi od nazwy rzeki Shannon, przy której estuarium położone jest miasto. Rzeka swoją nazwę zawdzięcza imieniu celtyckiej bogini Sionna.

## Szkolnictwo
W mieście znajduje się osiem szkół:
- Gaelscoil Donncha Rua
- St Aidan's National School
- St Caimin's Community School
- St Conaire's National School
- St John's National School
- St Patrick's Comprehensive School
- St Senan's National School
- St Tola's National School

## Transport
W pobliżu miasta znajduje się port lotniczy Shannon (ang. Shannon Airport, irl. Aerfort na Sionna). Na wschód od miasta znajduje się droga krajowa N18 łącząca Shannon z Ennis i Limerick.